# إريك براون ميلروز
اريك براون ميلروز (بالإنجليزية: Eric Brown (pilot))‏ (و. 1919 – 2016 م) هو طيار اختبار من المملكة المتحدة .

## التعليم
تعلم في جامعة إدنبرة

## الخدمة العسكرية
خدم في البحرية الملكية البريطانية، وسلاح الجو الملكي.

## جوائز
حصل على جوائز منها:
- قائد وسام الامبراطورية البريطانية
- Air Force Cross.

## روابط خارجية
- إريك براون ميلروز على موقع IMDb (الإنجليزية)